# Thelypodiopsis
Thelypodiopsis là chi thực vật có hoa trong họ Cải.